# Union (île des Antilles)
Pour les articles homonymes, voir Union.

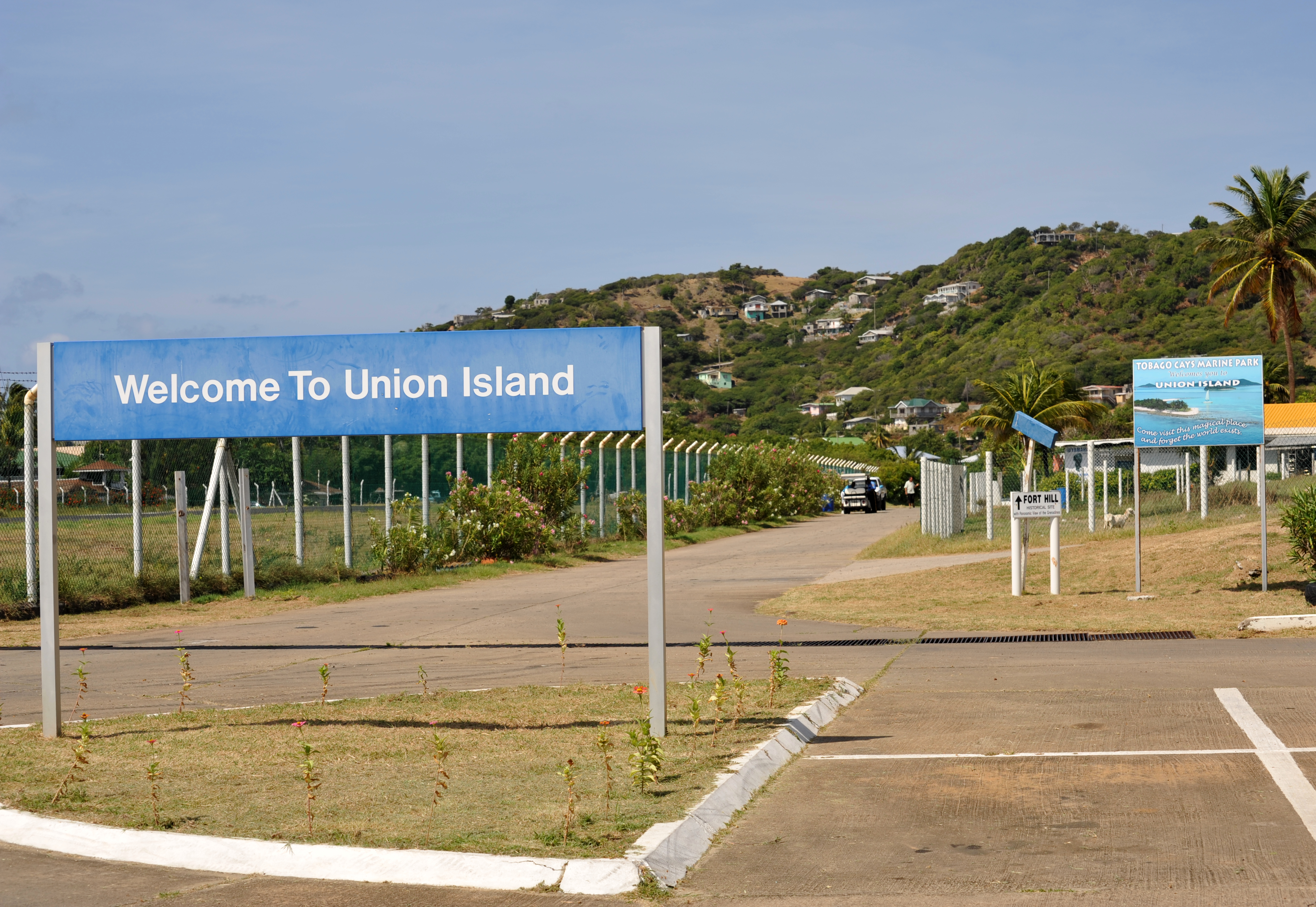
Union Island

Union est une île de la mer des Caraïbes au sein des îles Grenadines, un archipel des Petites Antilles. Elle est située entre l'île de Saint-Vincent au nord  et Grenade au sud. L'île fait partie de l'État de Saint-Vincent-et-les-Grenadines, dont c'est l'une des terres les plus méridionales.
La ville principale est Clifton Harbour, où se trouve l'aéroport desservant Saint-Vincent et certaines des autres îles des Grenadines, mais aussi la Barbade, Carriacou, Grenade et la Martinique.

## Histoire
Union était originellement peuplée par les indiens arawaks et caraïbes. À partir du XVIIIe siècle, elle a été une possession de planteurs français et anglais qui firent venir des centaines d'esclaves africains, la plupart issus des actuels Cameroun et Angola. L'île comptait alors 5 000 habitants.
Quand l'esclavage fut aboli, la population se reconvertit dans l'élevage, l'agriculture vivrière et la pêche. Beaucoup d'hommes sont partis travailler sur des cargos pour faire vivre leur famille.
L'île compte en 2012 un peu moins de 3 000 résidents.

## Géographie
Du fait de sa silhouette volcanique, Union est quelquefois appelée la « Tahiti des Antilles ». L'île fait environ cinq kilomètres de long et deux de large. Les deux villages, Clifton et Ashton, se trouvent sur la côte sud, face à une barrière de corail.
Elle est entourée par les îles et îlots de Mayreau et Tobago Cays (nord-ouest), Petit Saint-Vincent, Frigate Island et Palm Island.
Le point culminant se trouve au mont Parnasse à une altitude à 300 mètres.

## Économie
Aujourd'hui, le tourisme est la principale activité économique d'Union bien qu'il n'y existe que trois hôtels.

## Personnalités nées à l'Union
- Hugh Mulzac
- René Sterne et Chantal De Spiegeleer